# Gamma Ray
Gámma Ray — німецький метал-гурт, який створив 1989 року Кай Гансен, колишній гітарист і вокаліст гурту Helloween. Гансен — поточний вокаліст, гітарист, а також головний пісняр Gamma Ray. Гурт — один з найвідоміших на німецькій геві-метал сцені.

## Історія

### Створення
1988 року, після чотирьох років в Helloween, гітарист й автор пісень Кай Гансен вирішив покинути гурт, з причин, які продовжують бути темою для суперечок. Сам Гансен пояснював свій відхід втомою від напруженого графіку, «невеликими розбіжностями» між членами гурту та іншими банальними речами. Швидко відпочивши від «гастрольного стресу», Кай виявив незвичайну працездатність, встигнувши за зиму взяти участь у записі альбомів трьох гуртів: Joal, Ally Kat і Blind Guardian, причому в останньому випадку не тільки як гітарист, але і вокаліст. Робота в студії повернула йому впевненість у своїх силах і він створив власний проєкт Gamma Ray. Вокалістом він запросив старого знайомого Ральфа Шіперса, який до того часу пішов з гурту Tyran Pace. Цей проєкт можна було назвати гуртом лише після приходу Уве Весселя (бас) та Матіаса Бурхарда (ударні). Так з'явився Gamma Ray, гурт, за звучанням досить близький до стилю колишнього колективу Гансена, Helloween.

### Епоха Шіперса (1989–1995)
Саме в такому складі було видано альбом Heading for Tomorrow в лютому 1990, і пізніше, в цьому ж році, міні-альбом Heaven Can Wait з новим гітаристом Дірком Шлехтером і новим барабанщиком Улі Кушем.
У лютому 1991 гурт готувався до запису другого альбому в заміському будинку, що знаходиться в Данії. Маючи кілька нових пісень у запасі, Gamma Ray почали співпрацю зі студією, що належить продюсеру Томмі Ньютону. Він успішно попрацював над альбомом, названим Sigh No More та виданим у вересні 1991. Стиль досить сильно відрізнявся від стилю першого альбому, а лірика була дуже депресивною. Причиною цьому послужила тогочасна війна в Перській затоці. Після виходу альбому, гурт здійснив 50-денний світовий тур.
Після японського туру в 1992, гурт вирішили покинути Улі Куш та Уве Вессель, їх згодом замінили молоді музикани з маловідомої групи Anesthesia, Ян Рубах (бас) і Томас Нек (ударні). Після цього гурт почав будівництво власної студії, що вимагало багато часу, тому учасники не починали запис до початку 1993. Альбом, названий Insanity and Genius, вийшов лише в червні 1993. Стиль альбому знову наблизився до Heading for Tomorrow, до якого Гансен додав спід-металеве звучання. Insanity and Genius зіграли наживо на так званих Melodic Metal strikes back фестивалях, у всіх 4 шоу за участю Helicon, Conception, Rage та Gamma Ray як спільних хедлайнерів. Другий live-запис, який назвали Lust for Live, зняли на концерті в Гамбурзі, він також вийшов в грудні як Live CD під назвою The Power of Metal.

### Land of the Freeі комерційний успіх (1995–2006)
Найбільші зміни в складі ще тільки наближались. Як тільки були розроблені плани для четвертого альбому групи, Гансен і Шлехтер були спантеличені тим фактом, що Шіперс живе занадто далеко від Гамбурга. Це означало, що вони могли проводити репетиції тільки у вихідні. Саме цей факт став причиною затримки запису. Після того, як Шіперса прослухали у ролі вокаліста в знаменитому гурті Judas Priest, Гансен запитав його, чи дійсно він думає, що залишатися в Gamma Ray буде правильним рішенням. Удвох вони вирішили, що найкраще буде, якщо Шіперс покине групу, і без особливих розбіжностей з обох сторін Шіперс залишив Gamma Ray. Після цього Гансен почав пошуки нового вокаліста, але на прохання друзів і фанів взяв і вокальні, і гітарні обов'язки на себе, як зробив це в двох перших альбомах Helloween.
У 1995 вийшов четвертий альбом Land of the Free, перший альбом, де Гансен виступив в ролі вокаліста. Також запрошеними вокалістами були Хансі Кюрш з Blind Guardian та Міхаель Кіске (екс-Helloween). Критики всього світу були задоволені. Подальший тур, Men on a Tour, став причиною запису і випуску концертного альбому Alive '95 в 1996.

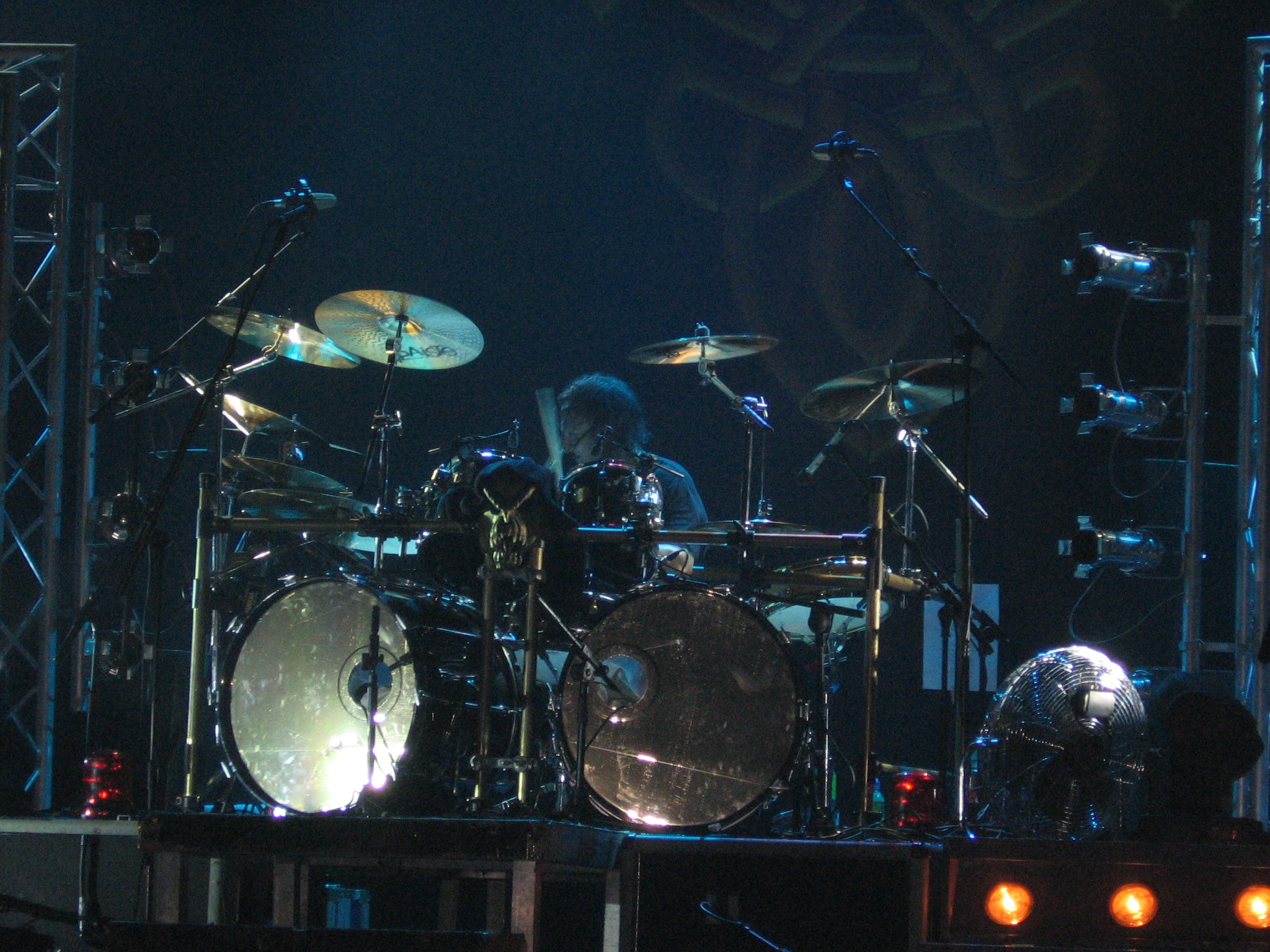
Дан Ціммерман

Незабаром, Гансен і Шлехтер вирішили, що потрібно знову змінити склад. Групу покинули Ян Рубах та Томас Нек (обидва повернулися до свого колишнього колективу, Anesthesia), прийшов новий барабанщик Дан Ціммерман, учасник гурту Freedom Call. Шлехтер вирішив, що перестане грати на гітарі і візьме на себе обов'язки бас-гітариста, бо саме на бас-гітарі він вчився грати спочатку (це можна побачити на ранішому відео Heading for the East, коли він і Вессель помінялися інструментами, і Шлехтер виконував соло на басу). Хеньо Ріхтер прийшов в Gamma Ray, щоб зайняти місце другого гітариста. Кінцевий і все ще незмінний склад Gamma Ray був сформований.
Почалася робота над створенням повноформатного альбому, і 1997 року вийшов Somewhere Out In Space, лірика якого була побудована на романтиці космосу і міжзоряних подорожей. Після двох років турів вийшов альбом Power Plant, який був продовженням Somewhere Out In Space в ліричному плані, але досить сильно відрізнявся в музичному. Альбом високо оцінили у всьому світі.
Прийшов час для створення збірки найкращих пісень, але Гансен вирішив зробити це трохи по іншому: він дозволив фанам обрати голосуванням на їхньому сайті три найкращі пісні у кожному з альбомів, а потім група знову повернулася в студію, щоб перезаписати досить старі пісні з перших трьох альбомів і зробити змінені версії для пісень, що вийшли пізніше. Цей подвійний альбом назвали Blast from the Past.
Після перерви в один рік, під час якої Гансен сконцентрувався на його сайд-проєкті Iron Savior, гурт був готовий для запису і випуску наступного альбому No World Order. Альбом містив багато важких рифів в стилі класичних груп 80-х, такі як Iron Maiden та Judas Priest, як і було обіцяно. І знову альбом високо оцінили. На турі в підтримку альбому гурт відвідав багато країн Європи і відіграв кілька концертів в Японії. Після невеликої перерви, Gamma Ray вирушили в тур під назвою Skeletons in the Closet. Під час цього туру учасники групи виконували пісні, які вони ніколи або дуже рідко грали до цього. Традиційно, список пісень обрали фани на сайті гурту. Було зіграно лише кілька шоу, але два з них були скомпоновані в концертний альбом Skeletons in the Closet.

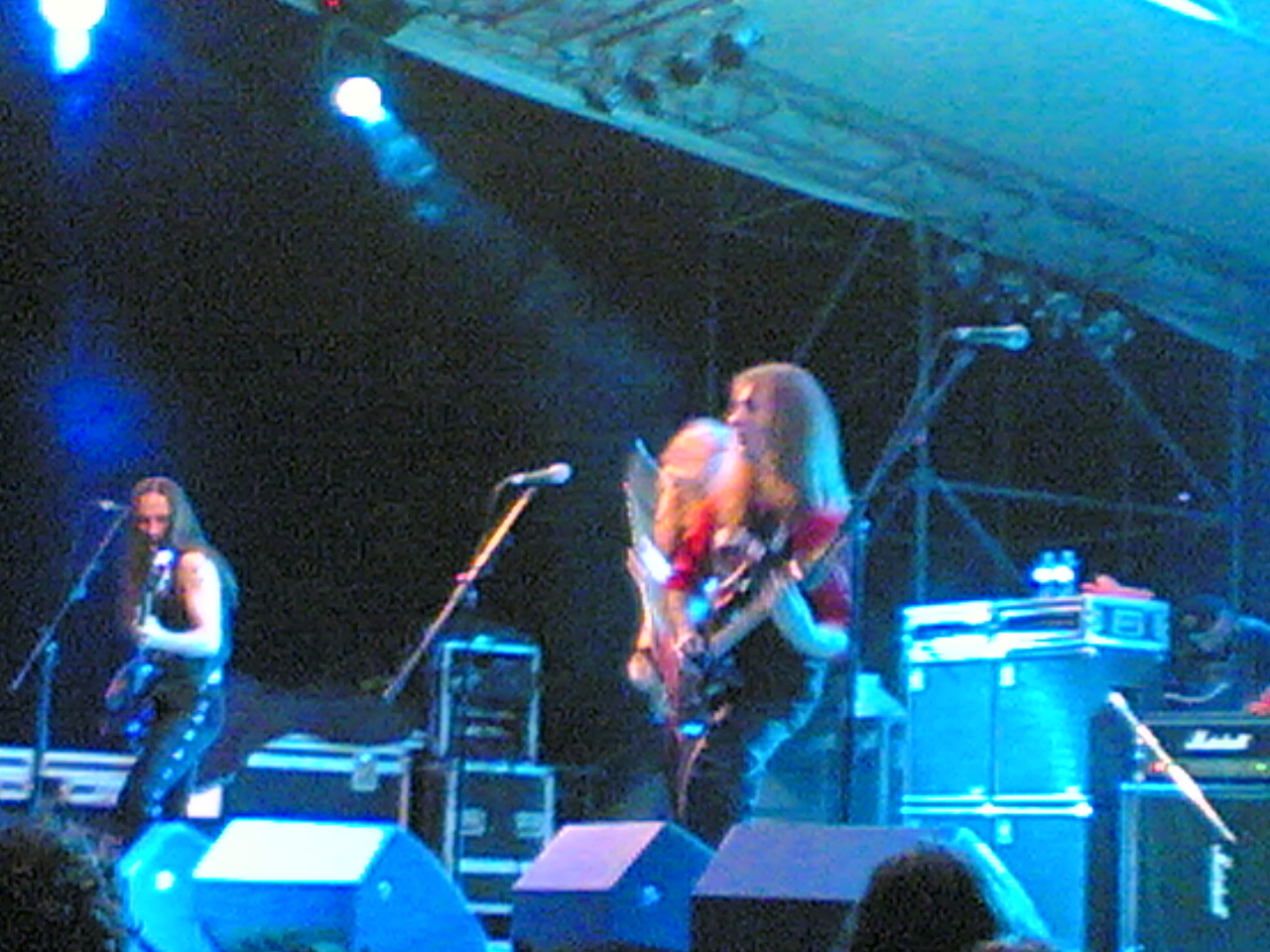
Gamma Ray на концерті в 2007

23 вересня 2005 вийшов студійний альбом Gamma Ray Majestic.
Live DVD, названий «Hell Yeah — The Awesome Foursome (And The Finnish Keyboarder Who Didn't Want To Wear His Donald Duck Costume) Live in Montreal», був записаний 6 травня 2006 в Монреалі.

### Наш час (2006-сьогодення)
В останні роки Gamma Ray використовують сесійних клавішників для турів, щоб повністю передати власне звучання під час концерту. Аксель Макенротт з Masterplan виконував це завдання раніше, тепер цим займається Еро Каукоміес з Фінляндії, який грає в Gamma Ray триб'ют-групі Guardians of Mankind.. Його співгрупник, гітарист Каспер Хейккінен, також відіграв частину туру Majestic в 2006 році через травми Хеньо Ріхтера.
Студійний альбом Gamma Ray Land Of The Free Part II вийшов 16 листопада 2007 в Німеччині, 19 листопада в Європі, 21 листопада в Японії і 15 січня 2008 в Північній Америці.
У листопаді 2007 року Gamma Ray разом з Helloween та Axxis вирушили у світове Турне Hellish Rock 2007/2008. Хедлайнером туру був гурт Helloween. Gamma Ray названий «особливим гостем» туру (англ. very special guest), як і Axxis, грає не на всіх виступах. Тур особливий тим, що наприкінці виступу, склад Gamma Ray (за винятком ударника) приєднується до Helloween, щоб разом виконати ранні хіти Helloween, автором яких був Кай, — «Future World» і «I Want Out»
У 2010 році вийшов студійний альбом «To the Metal!». Під час туру To the Metal!, в березні 2010 року, Хейккінен замінив Ріхтера на виступах у Німеччині та Чехії. Ріхтера госпіталізували 16 березня, і згодом йому діагностували розшаровування сітківки.
Вихід наступного альбому запланований на січень 2013 року, про що нещодавно заявив Кай Гансен у своєму інтерв'ю з Uniconic.
1 вересня 2012 року було оголошено, що новим барабанщиком стане Міхаель Ейр, який замінить на цій посаді Дана Ціммермана.

## Склад гурту

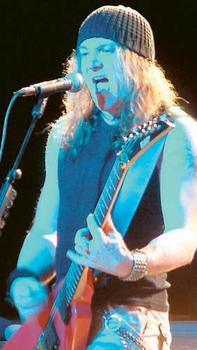
Кай Гансен

### Поточні учасники
- Кай Гансен — гітара (з 1989), гітара / вокал (з 1994)
- Хеньо Ріхтер (Henjo Richter) — гітара, клавішні (з 1997)
- Дірк Шлехтер (Dirk Schlächter) — гітара (1990–1997), бас-гітара (з 1997)
- Дан Ціммерман (Dan Zimmerman) — барабани (з 1997)

### Колишні учасники

#### Вокалісти
- Ральф Шіперс (Ralf Scheepers) — вокал (1989–1994)

#### Бас-гітаристи
- Уве Вессель (Uwe Wessel) — бас-гітара (1988–1992)
- Ян Рубах (Jan Rubach) — бас-гітара (1992–1997)

#### Барабанщики
- Матіас Бурхард (Mathias Burchard) — барабани (1989–1990)
- Улі Куш (Uli Kusch) — барабани (1990–1992)
- Томас Нек (Thomas Nack) — барабани (1992–1997)

### Запрошені музиканти
- Томмі Ньютон (Tommy Newton) — гітара (1990)
- Тамм Волмерс (Tammo Vollmers) — барабани (1990)
- Міша Герлах (Mischa Gerlach) — клавішні (1990)
- Ганзо Кюрш (Hansi Kürsch) — вокал (1995)
- Міхаель Кіске (Michael Kiske) — вокал (1995, 2010)
- Саша Пет (Sascha Paeth) — клавішні (1995)
- Майк Террана (Mike Terrana) — барабани (1998, тури)
- Йорг Шрер (Jörg Schrör) — бас-гітара (2000, тури)
- Аксель Макенротт (Axel Mackenrott) — клавішні (2004, тури)
- Каспер Гейккінен (Kasperi Heikkinen) — гітара (2006, тури)
- Ееро Каукоміес (Eero Kaukomies) — клавішні (2006, тури)

## Дискографія

### Студійні альбоми
- Heading for Tomorrow (1990)
- Sigh No More (1991)
- Insanity and Genius (1993)
- Land of the Free (1995)
- Somewhere Out In Space (1997)
- Power Plant (1999)
- No World Order (2001)
- Majestic (2005)
- Land of the Free II (2007)
- To the Metal! (2010)

### Міні-альбоми
- Heaven Can Wait EP (1990)
- Silent Miracles EP (1996)
- Valley of the Kings EP (1997)
- Skeletons & Majesties (2011)

### Збірники
- The Karaoke Album (1998)
- Blast from the Past (2000)

### Концертні альбоми
- Power Of Metal (1994) (разом з Rage, Helicon і Conception)
- Alive '95 (1996)
- Skeletons in the Closet (2003)
- Hell Yeah — The Awesome Foursome. Live in Montreal (2008)

### Відео та DVD
- Heading for the East (1990)
- Lust for Live (1993)
- Hell Yeah — The Awesome Foursome (And The Finnish Keyboarder Who Didn't Want To Wear His Donald Duck Costume) Live in Montreal (2008)

### Сингли
- Heaven Can Wait / Mr. Outlaw (1989)
- Space Eater (1989)
- Who Do You Think You Are? (1990)
- The Spirit (1991)
- Werbegeschenk (1991)
- Future Madhouse (1993)
- Rebellion in Dreamland (1995)
- Valley of the Kings (1997)
- It's a Sin (1999)
- Heaven or Hell (2001)